# Pfarrkirche Hirschbach im Mühlkreis

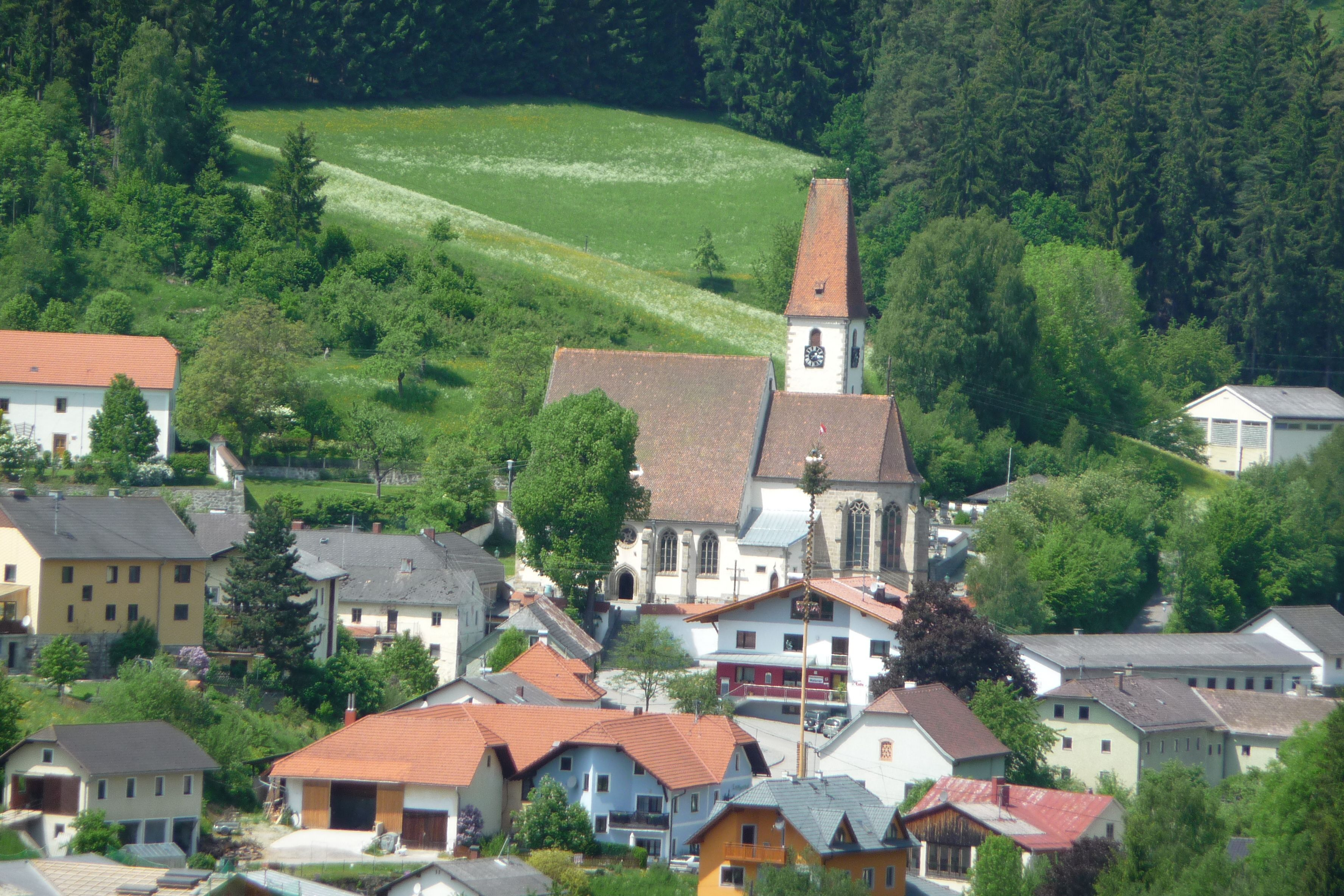
Pfarrkirche Hirschbach

Die denkmalgeschützte römisch-katholische Pfarrkirche Hirschbach wurde Ende des 15. Jahrhunderts errichtet und steht auf einer Anhöhe in der Gemeinde Hirschbach im Mühlkreis im oberösterreichischen Mühlviertel. Die römisch-katholische Kirche ist Maria, der Mutter Jesu geweiht.

## Geschichte der Pfarrkirche
Die erste urkundliche Erwähnung Hirschbachs erfolgte 1150 in den Aufzeichnungen der Bischöfe von Passau. Die Pfarre Hirschbach scheint erstmals 1374 als neugebildete Pfarre mit einer Kirche zu Ehren der Gottesmutter Maria auf. Bis 1629 wurde die Pfarre von Freistadt aus betreut, danach wurden eigene Vikare in Hirschbach angestellt. Erst seit 1891 ist die Pfarre eigenständig und hat somit auch eigene Pfarrer.
Der aktuelle Bau wurde zwischen 1480 und 1490 als spätgotische, imposante Landkirche errichtet. An der Errichtung hat auch der Freistädter Steinmetzmeister Mathes Klayndl mitgewirkt. Die Größe der Kirche ergab sich maßgeblich aus dem Umstand, dass Hirschbach damals ein vielbesuchter Wallfahrtsort war. Die Wallfahrten stehen im Zusammenhang mit dem Heilwasser in Grünbrunn, einem Ortsteil von Hirschbach. Die Heilquelle befindet sich einen Kilometer vom Ortszentrum Hirschbachs entfernt an der Straße nach Freistadt, neben einer Marienkapelle.
Seit der Errichtung der Kirche blieb die Bausubstanz weitgehend unverändert. Das 1855 geplante Vorhaben, das gesamte Kirchengewölbe zu demolieren und den Dachstuhl durch einen neuen, flacheren zu ersetzen, wurde aus Geldmangel nicht durchgeführt. Im Pfarrarchiv können die Pläne samt Kostenvoranschlag besichtigt werden. 1905 bis 1908 wurde die Kirche gründlich renoviert, dabei wurden an der Nordwand drei gotische Rosettenfenster aus Granit eingemauert und mit Glasmalerei versehen.
1925 erhielt die Sakristei einen Ausgang zum Friedhof. In den 1980er Jahren fand eine umfangreiche Außen- und Innenrenovierung statt, im Jahr 2001 folgte die jüngste Innenrenovierung der Pfarrkirche.

### Sage zum Standort der Kirche
Die Sage erzählt, dass ein Zeichen Gottes den heutigen Standort der Kirche festgelegt hat. Ursprünglich sollte die Kirche von Hirschbach auf dem Kirchberg, einem Hügel nordöstlich des heutigen Standorts, erbaut werden. Das Bauholz für die neue Kirche lag schon am Bauplatz, als die Hirschbacher bemerkten, dass zwei Tauben immer wieder Holzspäne aufhoben und damit ins Tal flogen. Als man den Tauben folgte, sah man, dass sie die Holzspäne auf dem heutigen Standort der Kirche zu einem Kreuz aufgelegt hatten. Dies wurde als Zeichen Gottes gedeutet, und die Kirche wurde im Tal erbaut. Über dem früheren Eingangstor der gotischen Pfarrkirche sollen diese zwei Tauben beim Legen des Holzspänekreuzes dargestellt gewesen sein.

## Kircheninneres

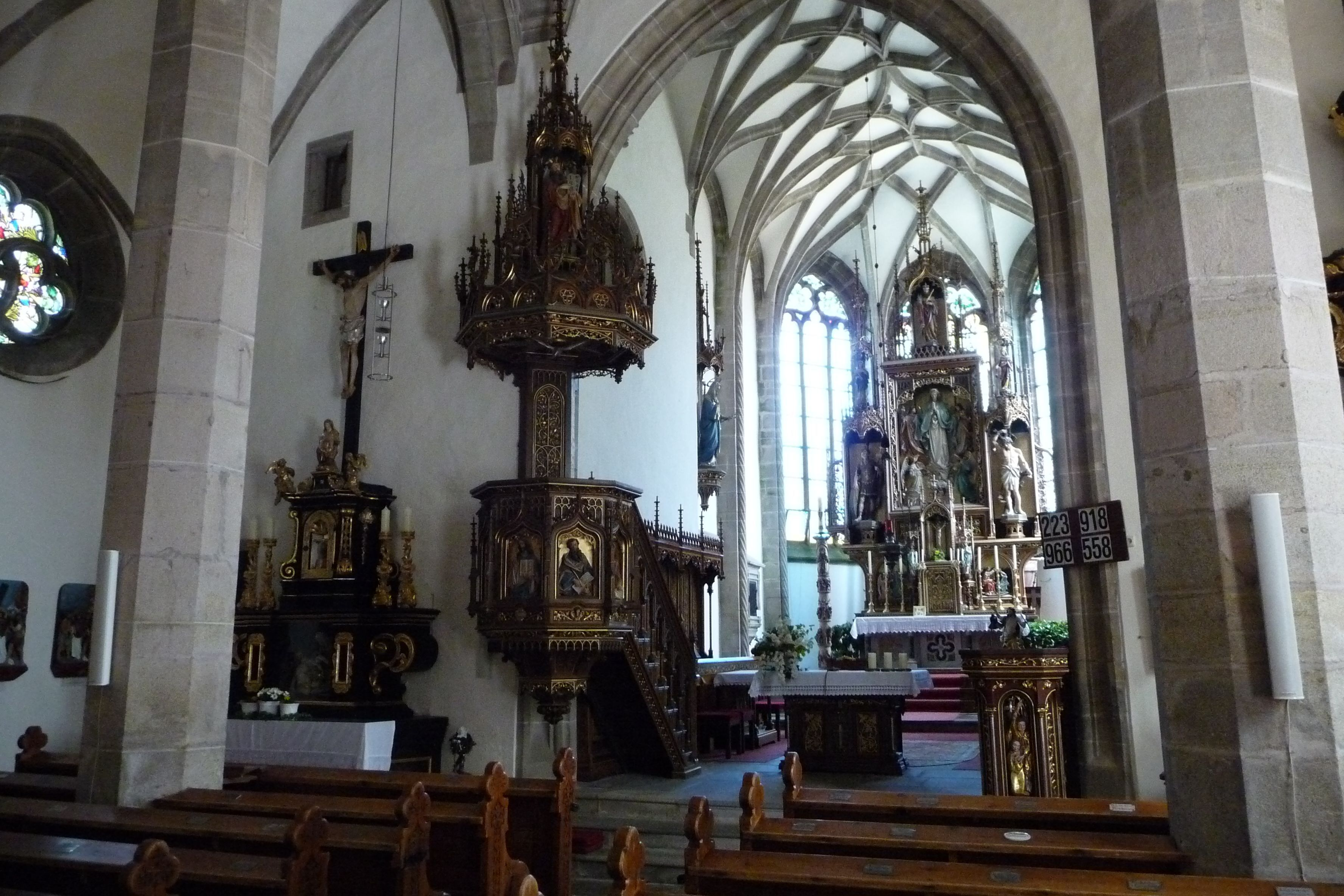
Innenansicht der Pfarrkirche

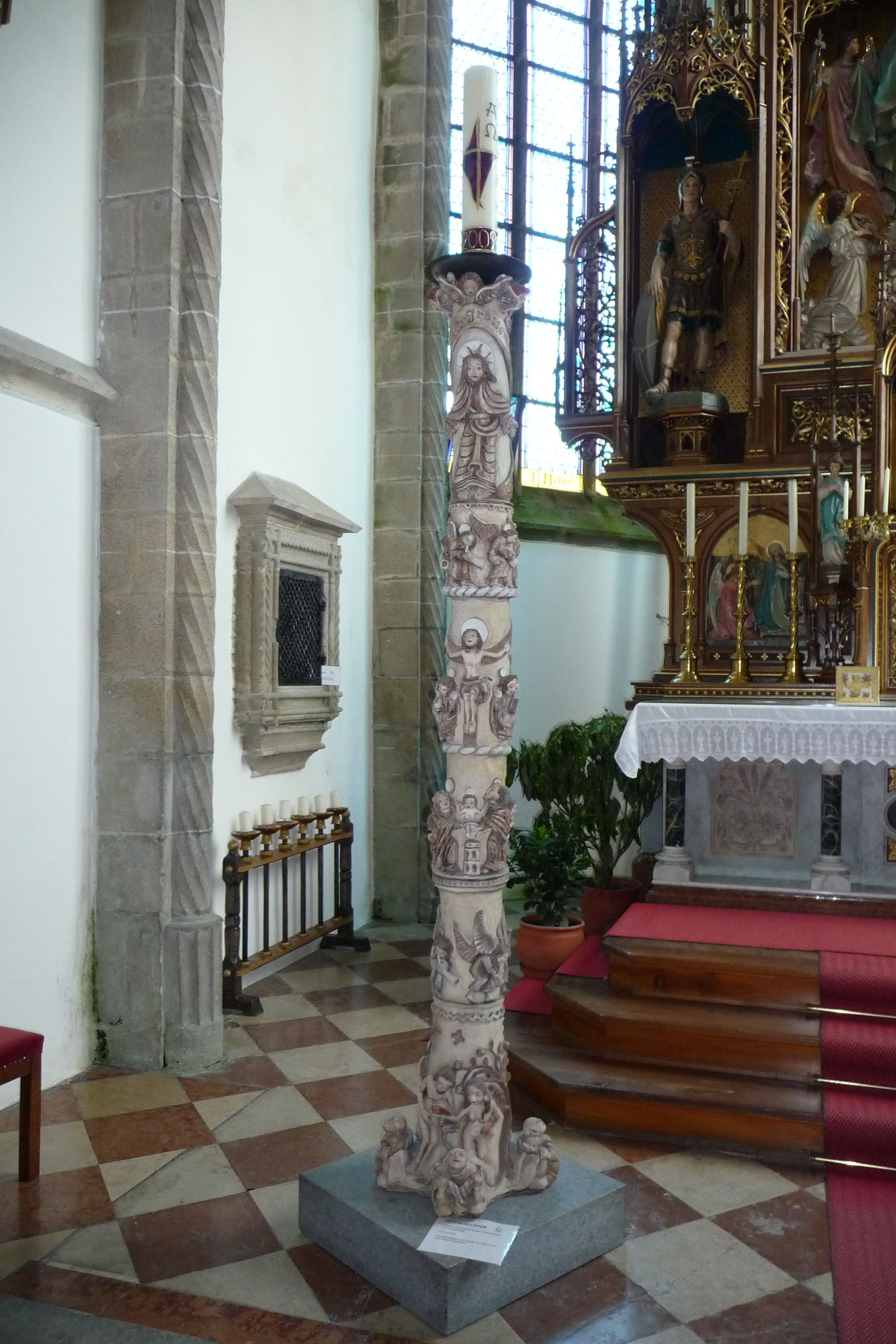
Sakramentsnische und Osterleuchter

### Presbyterium
Das vierjochige Presbyterium (Ostchor) hat eine Länge von 13,25 Metern, ist 5,7 Meter breit und ungefähr 10,5 Meter hoch. Der Chorraum hat ein reiches Netzrippengewölbe mit polygonem Ostschluss. Den Gewölbestützen sind noch spätgotisch gewundene Säulchen vorgelagert. Auf der linken Seite (Evangelienseite) befindet sich eine gemeißelte, spätgotische Sakramentsnische, die rund 20 cm aus der Wand hervorragt. Diese Nische diente früher wahrscheinlich zur Aufbewahrung der Hostien. Derzeit enthält sie das neue Wallfahrtsbild Maria – Mutter der Kirche, das 1990 vom Hirschbacher Künstler Robert Himmelbauer geschaffen wurde.
Ein breites Fenster verbindet das zweite Stockwerk des Turmes, das sogenannte Läuthaus, mit dem Altarraum. Der untere Raum des Turmes dient heute als Abstellkammer und dürfte früher als Sakristei benutzt worden sein. Die gegenüberliegende, heutige Sakristei war ursprünglich eine Kapelle zu Ehren der heiligen Familie und somit eine Totenkapelle. Dieser Raum besitzt ebenfalls ein reiches Netzrippengewölbe und hat drei skulptierte Schlusssteine, die das Haupt Christi, einen Stern und einen Lilienkranz darstellen. Unterhalb der Sakristei war das Beinhaus, das im 20. Jahrhundert zugemauert wurde.
Die Einrichtung des Presbyteriums wurde im Laufe der Jahrhunderte dem jeweiligen Zeitgeist angepasst. Das gotische Taufwasserbecken aus rotem Marmor, Ende des 15. Jahrhunderts, erhielt 1909 einen neugotischen Aufbau, in dessen Zentrum die Taufe Christi durch Johannes dargestellt ist.
Der Triumphbogen (Fronbogen), der das Presbyterium vom Langhaus trennt, ist reich profiliert. Unter diesem Bogen befindet sich die neugotische Kanzel von Josef Ignaz Sattler (1909). Auf dem Baldachin ist Moses mit den Gesetzestafeln zu sehen; auf der Kanzel selbst sind die vier Evangelisten und Jesus Christus abgebildet.

### Altäre
Aufgrund eines gefundenen Altarsteines, der bestimmte Rillen aufweist, nimmt man an, dass die Kirche ursprünglich gotische Flügelaltäre besaß. 1685 erhielt die Kirche einen barocken Hochaltar, der Mitte des 19. Jahrhunderts schon sehr baufällig war und 1909 durch einen neugotischen von Josef Ignaz Sattler ersetzt wurde. In der Mitte des Hochaltares ist Mariä Himmelfahrt, darüber der Heilige Leopold dargestellt. Auf der linken Seite befinden sich die Statuen des Heiligen Florian und darüber der Heiligen Apollonia, auf der rechten Seite die des Heiligen Sebastian und darüber der Heiligen Elisabeth. Auf beiden Seiten des Tabernakels kann man Halbreliefs bestaunen: links Mariä Verkündigung, rechts die Krönung Mariens. Das neugotische Chorgestühl stammt ebenfalls aus dem Jahr 1909.
Der Volksaltar und der Ambo wurden von Robert Himmelbauer und Gottfried Ecker in den 1980er Jahren aus alten Teilen neu zusammengesetzt. Eine Sehenswürdigkeit ist der 2,5 m hohe Osterleuchter, der ebenfalls von Robert Himmelbauer im Jahr 1990 geschaffen wurde. Auf dem säulenartigen Kerzenhalter aus Ton sind alt- und neutestamentliche Darstellungen zu sehen.

### Langhaus

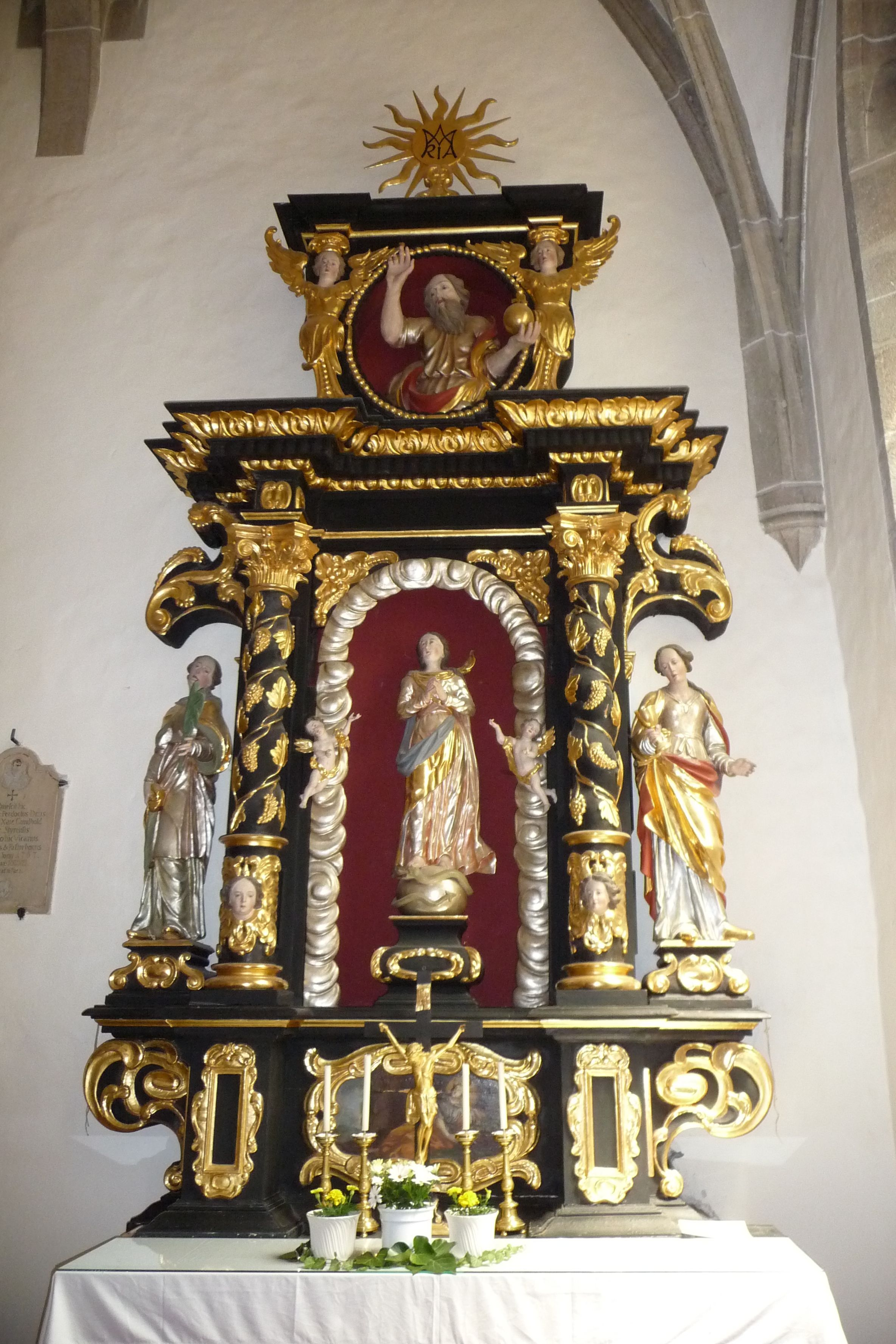
Barocker Liebfrauenaltar

Das dreischiffige, fünfjochige Langhaus ist 18 Meter lang, 13 Meter und in der Mitte 9 Meter hoch. Das Mittelschiff deckt ein Netzrippengewölbe, die beiden Seitenschiffe tragen steigende Kreuzrippengewölbe. Getrennt sind sie durch zwei Reihen von je vier achteckigen Pfeilern. Durch die zwei westlichen Joche des Hauptschiffes zieht sich die Empore mit einer schön verzierten Brustwehr. In den westlichen Enden der Nebenschiffe ist je eine Wendeltreppe mit 19 Stufen angelegt, die auf die Empore führen.
Ausstattung
An der Ostwand des südlichen Seitenschiffes steht ein barocker Liebfrauenaltar (rechter Seitenaltar) aus der zweiten Hälfte des 17. Jahrhunderts. Neben der Gottesmutter Maria stehen rechts die Hl. Barbara und links die Hl. Katharina. Der Aufbau zeigt eine Gott-Vater-Darstellung, die vom alten Hochaltar stammt.
An der Ostwand des nördlichen Seitenschiffes befindet sich ein barocker Kreuzaltar (linker Seitenaltar), der 1983 von Robert Himmelbauer aus vorhandenen Teilen zusammengestellt wurde. In die Predella wurde die gotische Pieta aus dem Jahr 1520 hineingearbeitet. Diese geschnitzte Statue aus der Donauschule dürfte wahrscheinlich das alte Gnadenbild der Wallfahrtskirche Hirschbach gewesen sein. Der Gnadenaltar Mater Dolorosa (Schmerzensreiche Mutter) ist laut Überlieferung in der Mitte der Kirche unter dem Triumphbogen gestanden.
An der Nord- und Westwand des Langhauses befinden sich 14 neugotische Kreuzwegtafeln. Zwischen diesem Kreuzweg hängt das große Gemälde von Franz von Zülow (1937). Das Bild stellt die Geburt Christi in einem Stall dar; dahinter ist nicht Bethlehem, sondern Hirschbach zu sehen. Unter diesem Bild wird zu Weihnachten die alte Kastenkrippe von 1769 aufgestellt.

## Kirchenäußeres

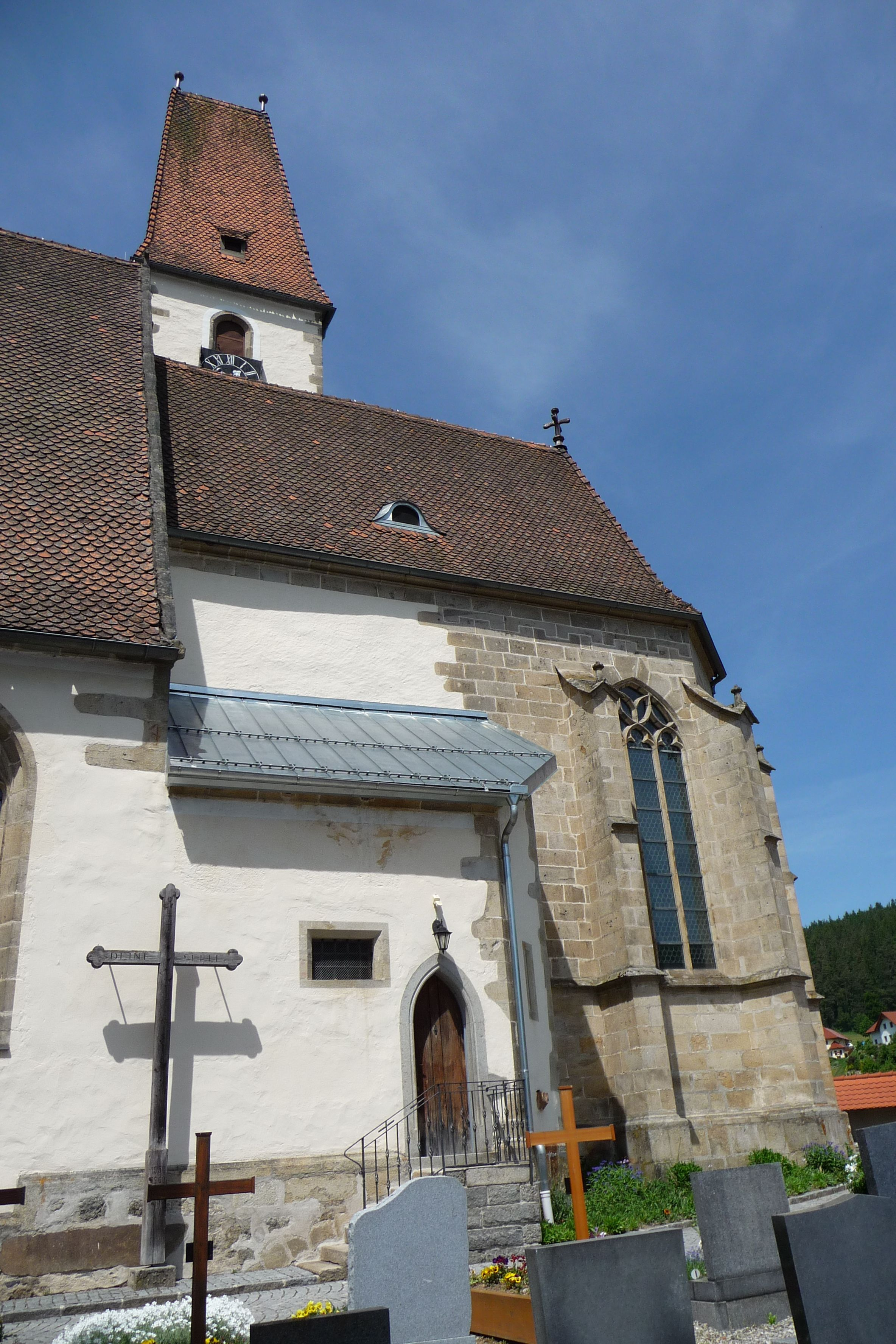
Chor der Kirche

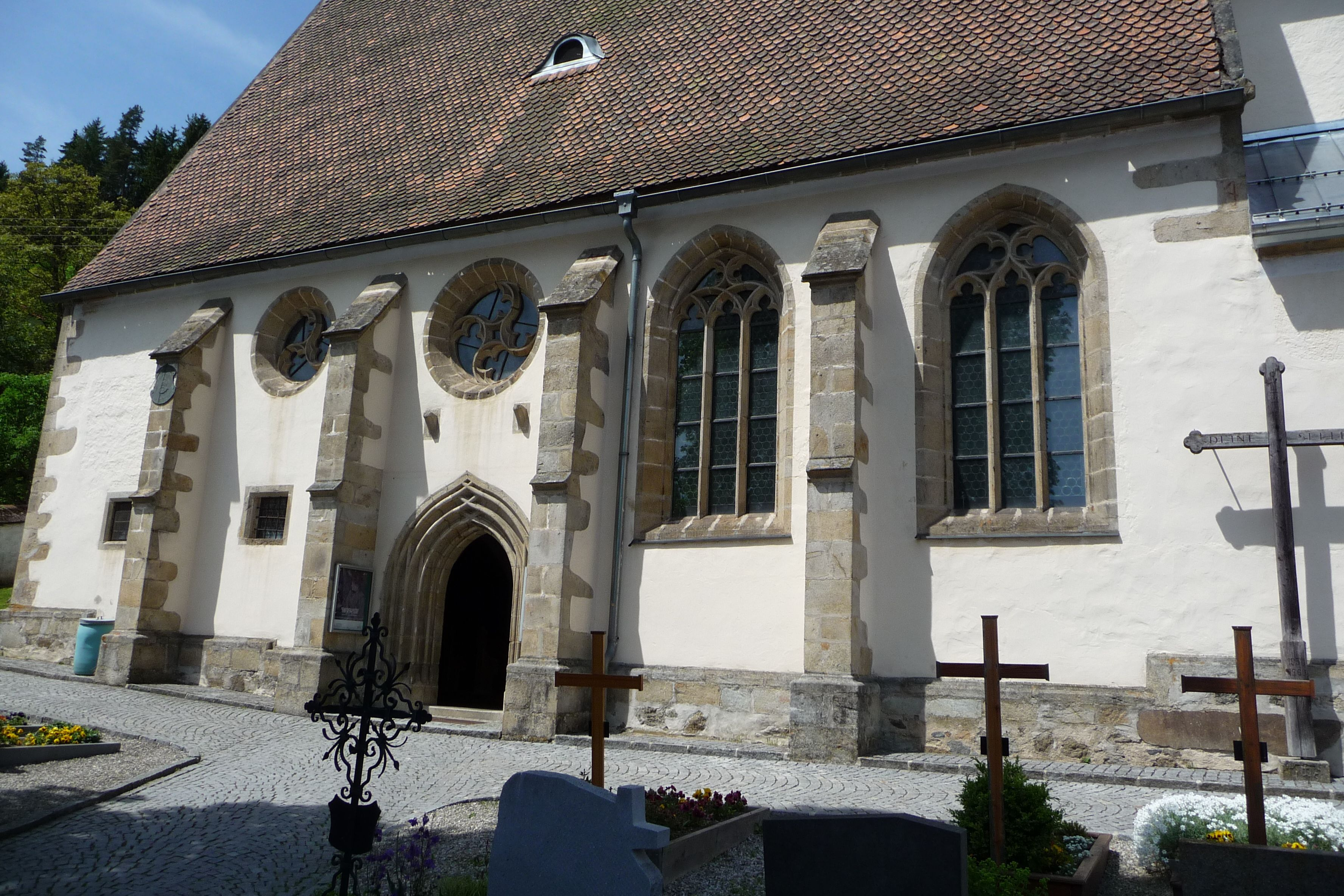
Langhaus

Die Südansicht der Kirche wird geprägt von dem sehenswerten, spätgotischen Portal, dessen Holztür mit außergewöhnlichen gotischen Beschlägen aus der Zeit um 1500 versehen ist. An der Westseite ist noch der obere Teil des ehemaligen Westtores zu sehen, das 1829 zugemauert und stattdessen ein Fenster eingesetzt wurde. An den Ecken des Langhauses befinden sich zwei seltsame „Abwehrköpfe“. Die Nordwestecke des Langhauses beherrscht ein mit einer Maske verzierter Konsolenstein, der vielleicht früher beim ehemaligen Westtor als Opferstein angebracht war. Dieser Stein ist vermutlich älter als die Kirche. Im Ostchor der Kirche befinden sich vier große, von jeweils zwei Fasen geteilte Fenster. Die schmalen Wände bekommen ganz oben durch einen Kranz von ineinander greifenden Steinen ihre Stabilität.

### Kirchturm
Im nördlichen Chorwinkel ragt der 25 Meter hohe Turm empor, allein dessen Keildach ist 15 Meter hoch. Die Zifferblätter der Uhr sind wegen der Lage der Kirche nur gegen Osten und Süden angebracht. Das Uhrwerk im Turm trägt die Jahreszahl 1763.
Für die Munitionsbeschaffung sowohl im Ersten als auch im Zweiten Weltkrieg mussten die beiden großen Glocken abgeliefert werden, nur die Sterbe- und die Wandlungsglocke (beide um 1380) blieben erhalten. 1947 wurden drei neue Glocken angekauft. Klangbild: es, ges, b, des.